# Ary Patusca
Ary Patusca (Santos, 1892 — Santos, 4 de dezembro de 1923) foi um futebolista brasileiro.
Um dos primeiros ídolos do Santos Futebol Clube, filho de Sizino Patusca, primeiro presidente da agremiação litorânea, estreou como jogador em 1915 e jogou na equipe santista até 1923.
Era irmão de Araken Patusca, grande meia-atacante do clube no período de 1923 a 1929 e 1935 a 1937. Ambos eram primos de outro ídolo da época, Arnaldo da Silveira.
Foi o primeiro brasileiro a jogar em um clube estrangeiro.

## Carreira
Como era costume naquele tempo, Ary Patusca havia sido mandado por seu pai para estudar Contabilidade na Suíça. Lá, entrou para o Brühl St. Gallen e foi campeão suíço de futebol, chegando até a jogar na seleção helvética.
Foi também o primeiro jogador brasileiro a se destacar na Europa, jogando pela Internazionale de Milão, no período de 1913 a 1915.
Depois de quatro anos na Europa, retornou para a cidade de Santos em 1915, onde foi jogar Santos FC. Estreou na equipe no dia 26 de setembro de 1915, onde o Santos venceu pelo placar de 4 a 0 a equipe do Clube Atlético Santista, então o maior rival na cidade, jogando no campo da Conselheiro Nébias com Marba e marcando 2 gols.
Foi o artilheiro do time em 1915, com 19 gols e artilheiro do Campeonato Paulista de 1916, com oito gols. Sagrou-se campeão santista em 1915.
Atacante goleador e grande cabeceador, marcou 108 gols em 85 jogos com a camisa do Santos, sendo o vigésimo maior artilheiro de sua história. Por duas vezes chegou a marcar 6 gols em uma mesma partida: na vitória do Santos por 8–0 sobre o São Paulo Railway Athletic Club (atual Nacional-SP) no Estádio Conselheiro Nébias em 21 de novembro de 1915 e na vitória santista por 8 a 4 São Cristóvão na Vila Belmiro em 21 de abril de 1917.
Morreu em Santos em 4 de dezembro de 1923, aos 31 anos.